# Silver City (Carolina del Nord)
Silver City és una concentració de població designada pel cens dels Estats Units a l'estat de Carolina del Nord. Segons el cens del 2000 tenia 1.146 habitants.

## Demografia
Segons el cens del 2000, Silver City tenia 1.146 habitants, 424 habitatges i 303 famílies. La densitat de població era de 289,2 habitants per km².
Dels 424 habitatges en un 25,9% hi vivien nens de menys de 18 anys, en un 30% hi vivien parelles casades, en un 35,8% dones solteres, i en un 28,5% no eren unitats familiars. En el 26,7% dels habitatges hi vivien persones soles l'11,3% de les quals corresponia a persones de 65 anys o més que vivien soles. El nombre mitjà de persones vivint en cada habitatge era de 2,7 i el nombre mitjà de persones que vivien en cada família era de 3,26.
Per edats la població es repartia de la següent manera: un 27,1% tenia menys de 18 anys, un 9% entre 18 i 24, un 26,4% entre 25 i 44, un 22,9% de 45 a 60 i un 14,7% 65 anys o més.
L'edat mediana era de 38 anys. Per cada 100 dones de 18 o més anys hi havia 75,1 homes.
La renda mediana per habitatge era de 25.238 $ i la renda mediana per família de 29.464 $. Els homes tenien una renda mediana de 24.444 $ mentre que les dones 18.850 $. La renda per capita de la població era de 13.139 $. Entorn del 15,3% de les famílies i el 20,7% de la població estaven per davall del llindar de pobresa.

## Poblacions més properes
El següent diagrama mostra les poblacions més properes.